# خالد مقداد
خالد عبد الله جبريل مقداد (1 يناير 1972) مؤسس ومدير قناة طيور الجنة، ولد في الكويت. تخرج مهندسًا للديكور، ثم أسس فرقة طيور الجنة عام 1994 في عمان، وأنتج العديد من الأناشيد التي تهتم بالطفل والوطن. في 25 يناير 2008، افتتح قناة فضائية أسماها قناة طيور الجنة نسبة إلى فرقته الفنية. وهو المدير العام للقناة بالإضافة إلى كونه مديرًا للفرقة.

## الحالة الاجتماعية
متزوج من مروة حماد وأنجب ستة أبناء هم: الوليد، المعتصم بالله، جنى، جاد، إياد، سند.